# Carolus Allard

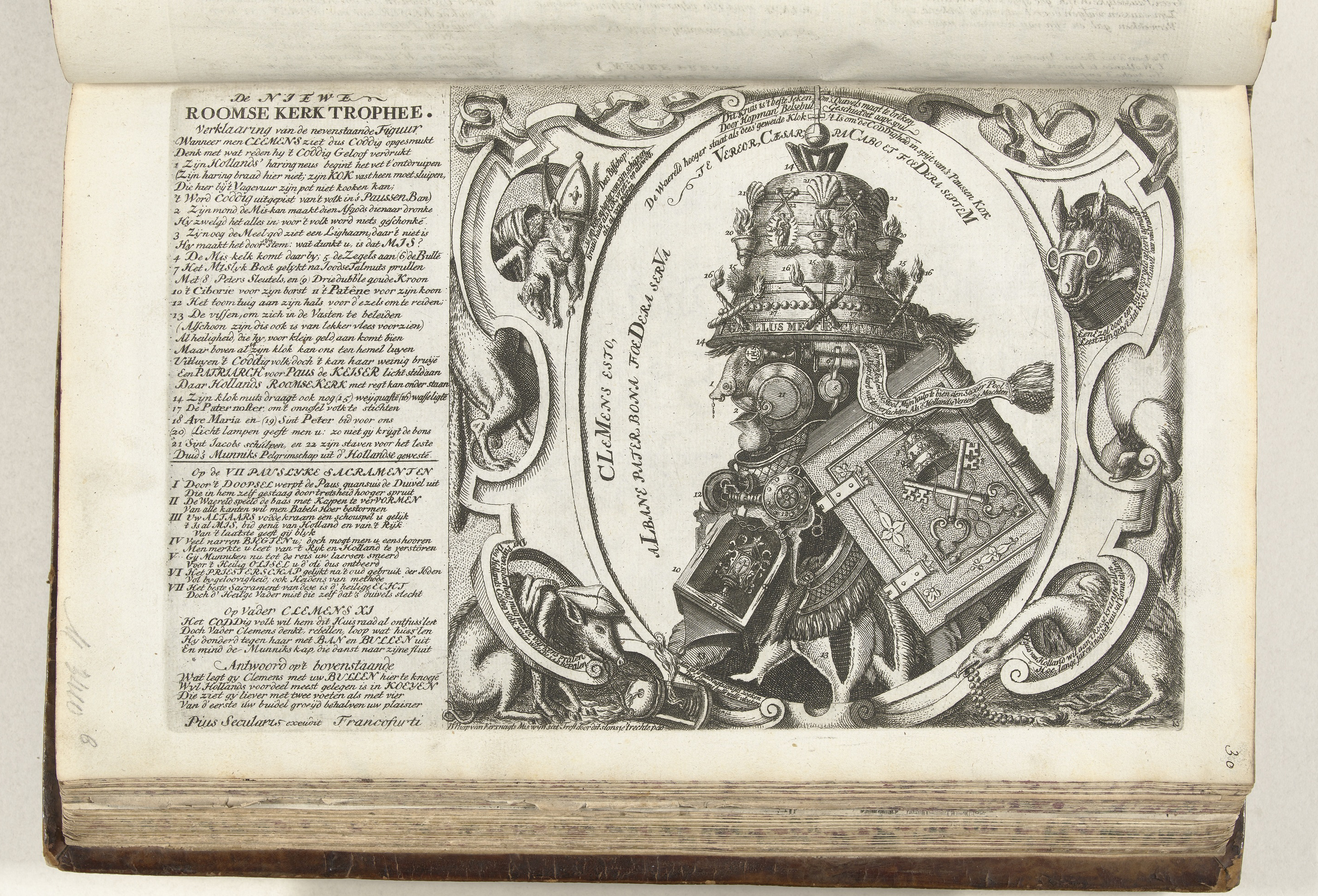
Grotesk portret van paus Clemens XI, door Carolus Allard, 1705, naar Tobias Stimmer

Carolus Allard, ook wel Carel Allard of Allardt (Amsterdam, doop 19 januari 1648 – Amsterdam, begraven 1 februari 1709), was een Nederlandse uitgever en graveur.

## Biografie
Carolus Allard werd in 1648 geboren als zoon van de Amsterdamse graveur en uitgever Huich (Hugo) Allard en Maria de Goijer. Hij werd gedoopt in de Oude Kerk op 19 januari van dat jaar en ingeschreven in het doopboek onder de voornaam Karolis. Allard trouwde tweemaal. Zijn eerste vrouw Lucia van Doorselaar overleed binnen tien jaar na de huwelijksvoltrekking die plaatsvond in Amsterdam in juli 1673. Na haar dood hertrouwde Allard begin juli 1683 met Cornelia van Buuren. Uit het eerste huwelijk werden twee zonen geboren: Abraham en Hugo. Beide traden later in de voetsporen van hun vader en grootvader en werden tevens uitgever. Ook twee mogelijke broers van Carel, Abraham en Hugo, waren actief als graveurs.
Allard gaf in Amsterdam verschillende kaarten en atlassen uit, echter op veel door hem uitgegeven werk staat hij niet als vervaardiger vermeld. Hij gebruikte veelal werk van andere cartografen zoals Johannes Janssonius en Frederik de Wit. De naam van Allard staat bijvoorbeeld wel op de gravure Quaakersvergadering naar een schilderij van Egbert van Heemskerck (I) en een prent van Wenceslaus Hollar. Hij is ook bekend om zijn gegraveerde portretten van het Britse vorstenhuis en een aantal actuele gebeurtenissen.
In 1683 verzocht Allard om een privilege op door hem uitgegeven werk bij de Staten van Holland. Dit werd in eerste instantie afgewezen. Later kreeg hij toch een privilege op een aantal originele, decoratieve kaarten uit de periode 1680 tot 1700. In 1706 komt hij nog voor als uitgever in Amsterdam.
Allard overleed in 1709 en werd op 1 februari van dat jaar begraven in de Oude Kerk te Amsterdam.

## Kaarten uitgegeven door Carel Allard

Kaart van Italië.
Kaart van Aragón, Navarra en Catalonië.
Wereldkaart in twee halfronden.

- Art Gallery of South Australia: 9517
- Bibliothèque nationale de France: cb153273605 (data)
- Biografisch Portaal: 53491723
- Digitale Bibliotheek voor de Nederlandse Letteren: alla013
- Stuttgart Database of Scientific Illustrators 1450–1950: 12923
- Gemeinsame Normdatei: 118648217
- International Standard Name Identifier: 0000 0000 8159 2837
- KulturNav: a0c858ab-31be-4a98-86c6-ad523136e7c2
- Library of Congress Control Number: n82121984
- Nationale Bibliotheek van Tsjechië: js20050626004
- Nationale Bibliotheek van Israël: 987007257672005171
- Nederlandse Thesaurus van Auteursnamen: 067567266
- RKD-Nederlands Instituut voor Kunstgeschiedenis: 111922
- LIBRIS: 336331
- Système universitaire de documentation: 150158882
- Trove: 1459605
- Union List of Artist Names: 500522604
- Virtual International Authority File: 79202206
- WorldCat: E39PBJtcJbW6Y8cRQ4kXvFVt8C